# Nya kastilianska högslätten

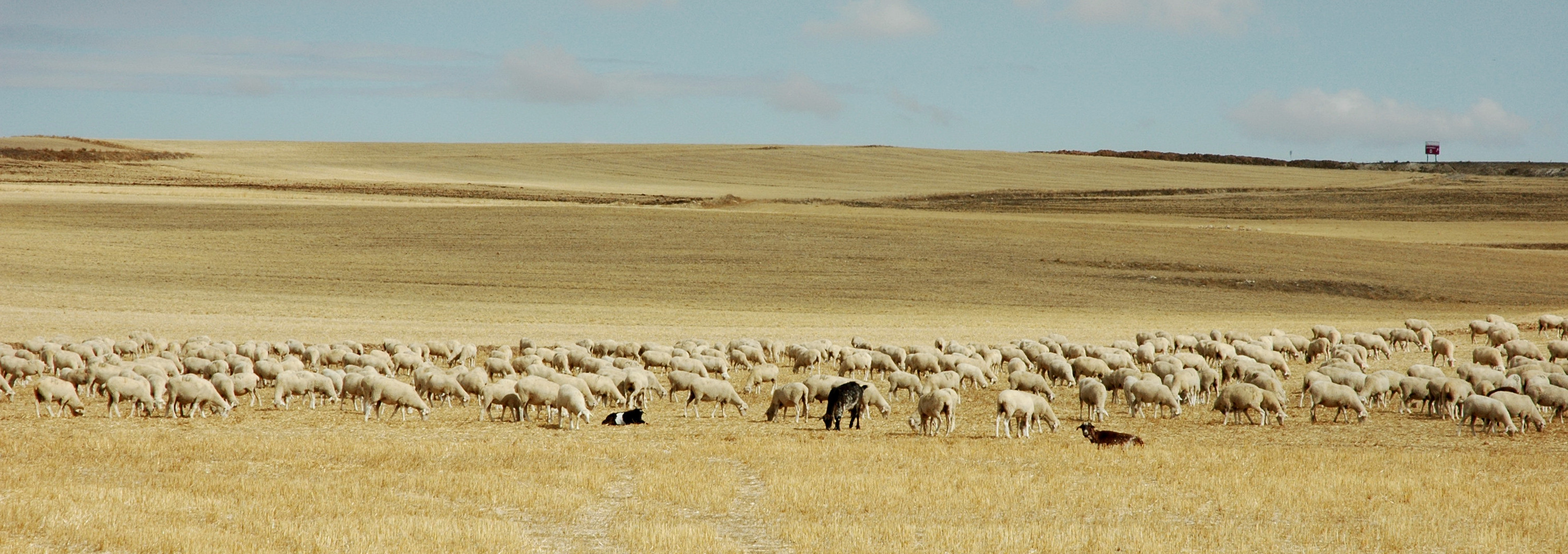
Slättlandskap i La Mancha på Meseta Sur.

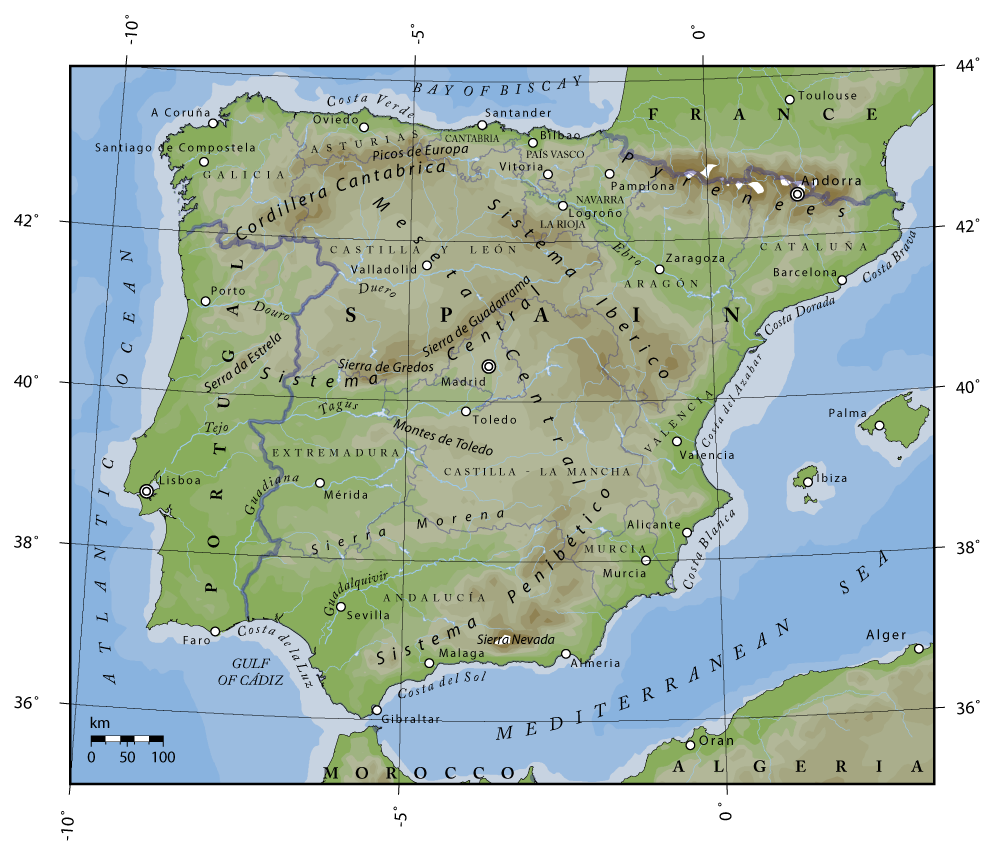
Iberiska halvöns topografi.

Nya kastilianska högslätten (på spanska Meseta Sur eller Submeseta Sur) är en del av den spanska Meseta Central som ligger söder om Kastilianska skiljebergen (Sistema Central) (som skiljer det från Gamla kastilianska högslätten (Meseta Norte). Meseta Sur sträcker sig till Sierra Morena i söder och till Iberiska kordiljäran (Sistema Ibérico) i öster. Den västra delen delas av Montes de Toledo  upp i Tajobäckenet och Guadianabäckenet.
Området sträcker sig över de autonoma regionerna Madrid, Kastilien-La Mancha och Extremadura. Det är torrare än Gamla kastilianska högslätten. 